# Dzwonek Marii

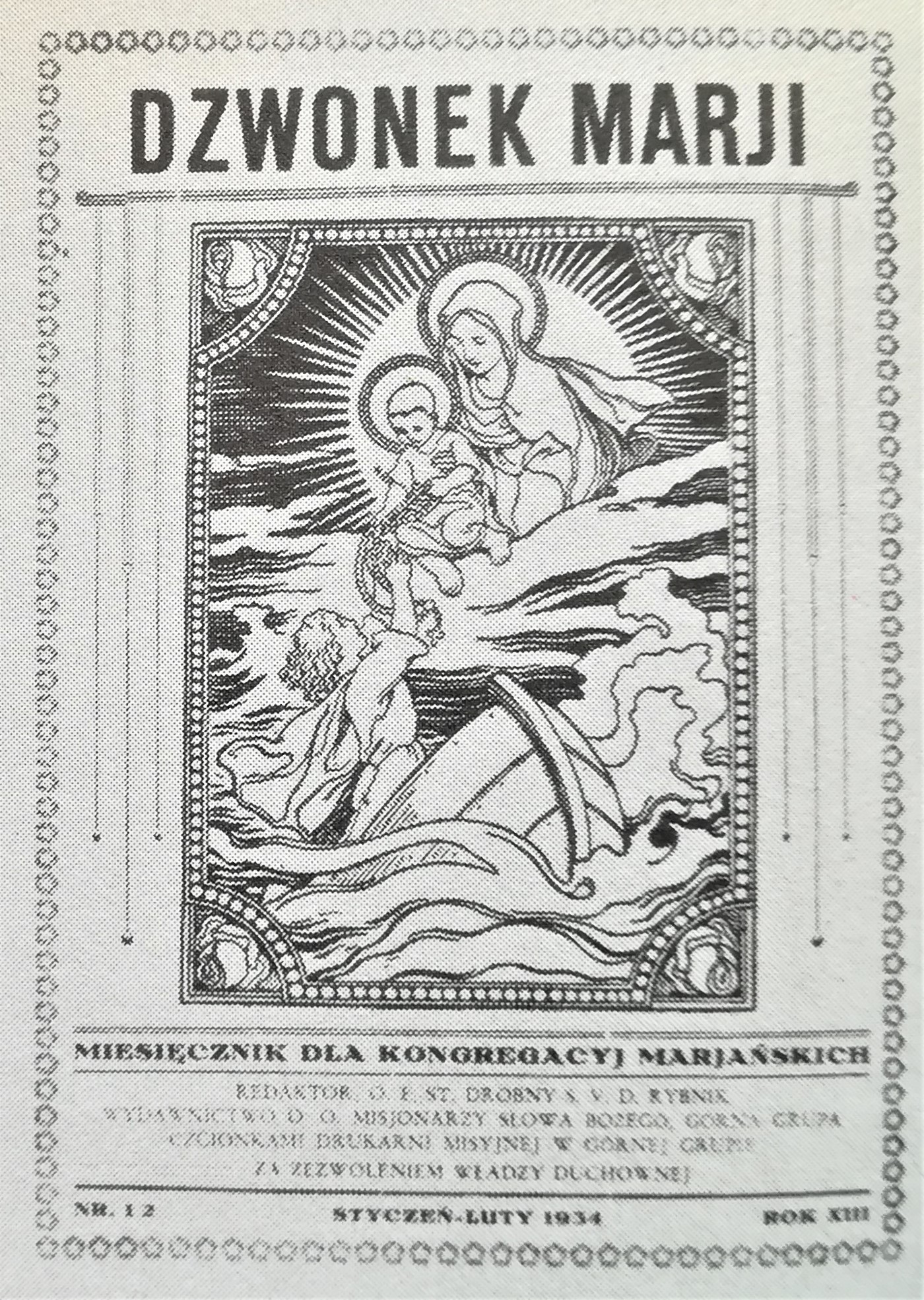
Numer z 1934

Dzwonek Marii. Miesięcznik dla Kongregacji Mariańskich (według ówczesnej pisowni: „Dzwonek Marji. Miesięcznik dla Kongregacji Marjańskich”) – polskie czasopismo religijne (miesięcznik).

## Historia
Pismo zaczęło wychodzić w Bytomiu w 1921 z inicjatywy zgromadzenia werbistów. Redakcja znajdowała się przy ul. Krakowskiej 13. Redaktorem naczelnym był werbista, o. Roch Szajca. Pismo o formacie 15x22,5 cm drukowano (zapewne od początku) w drukarni Brunona Wrzeciony w Bytomiu przy Wielkiej Błotnicy 18. Miało zazwyczaj 32 strony i czterostronnie zadrukowaną okładkę w kolorze zielonawym. Od stycznia 1924 pismo wychodziło w Rybniku drukiem Księgarni i Drukarni Śląskiej. Redaktorem naczelnym był w tym czasie o. Emil Drobny. W 1927 zmieniono tytuł na „Dzwonek Marii, miesięcznik ilustrowany dla Kongregacji Mariańskich”. W 1935 czasopismo zostało przejęte przez Kurię Biskupią w Katowicach, która wydawała je do 1939. Okupant niemiecki zakazał wydawania pism polskich na Śląsku. Po zakończeniu II wojny światowej Dzwonek ukazywał się od marca do grudnia 1945. W 1946 zmieniono mu tytuł na „Nasza Droga” i pod nim wychodził do 1949.